# Central Plaza, Hong Kong
Central Plaza este a doua clădire ca înălțime din Hong Kong. Cu o înălțime de 374 m a fost a doua clădire din Asia între anii 1992-1996.
Clădirea de 78 de etaje a fost terminată în august 1995.